# El sueño (Courbet)
El sueño (en francés, Le Sommeil), es un cuadro del pintor francés Gustave Courbet. Está realizado al óleo sobre lienzo. Mide 135 cm de alto y 200 cm de ancho. Fue pintado en 1866, encontrándose actualmente en el Museo del Petit-Palais, de París, Francia. También es conocido como Las durmientes, o Pereza y lujuria o Las amigas.
Esta tela, al igual que El origen del mundo, fue encargada por el diplomático turco Jalil-Bey. 
Se trata de un cuadro de carácter sensual, propio de algunas de las obras que el autor pintó durante el Segundo Imperio. Protagonizan el cuadro dos figuras femeninas desnudas durmiendo, que recuerdan a las figuras de diosas mitológicas de la escuela veneciana. Trataba un tema morboso para la época en que vivió el artista: la relación sexual entre dos mujeres. Aún es objeto de debate si se trata sólo de representar el sueño inocente de dos amigas o se trata de una obra sobre el amor lésbico.
La puesta en escena es refinada. Las mujeres están sobre una cama, enmarcada por cortinas de terciopelo azul oscuro. Se ha considerado que, por la expresión del rostro, la mujer de cabellos rubios tiene un sueño erótico. En primer plano, sobre una mesita de madera con motivos florales en la tapa, hay un cáliz y un collar de perlas roto han de interpretarse como alegorías. En efecto, el collar roto que pasa por debajo de la mujer morena, simbolizaría la falta cometida mientras que el cáliz es signo de arrepentimiento. Junto al cáliz, hay una botella azul y una jarra de cristal. Al fondo, a la derecha, hay un jarrón con flores, posible regalo de una de las amigas a la otra.